# یواس‌اس گامیج (۱۸۶۴)
یواس‌اس گامیج (۱۸۶۴) (به انگلیسی: USS Gamage (1864)) یک کشتی بود که طول آن 148' 6" بود. این کشتی در سال ۱۸۶۴ ساخته شد.